# 栗林佐知
栗林 佐知（くりばやし さち、1963年 - ）は、日本の小説家。神奈川県横浜市出身（北海道生まれ）。1988年、富山大学人文学部人文学科（文化人類学コース）卒業。

## 経歴
2002年、「私の券売機」で小説現代新人賞受賞（「券売機の恩返し」改題）。2006年、「峠の春は」で太宰治賞受賞（同作は「ぴんはらり」として単行本に所収）。

## 単行本
- 『ぴんはらり』（筑摩書房 2007年1月）
- 『はるかにてらせ』 （未知谷 2014年11月）
- 『仙童たち 天狗さらいとその予後について』（未知谷 2020年1月）